# Interessenverband Comic
Der Interessenverband Comic, Cartoon, Illustration und Trickfilm e. V. (kurz ICOM) mit Sitz in Stuttgart ist eine 1981 gegründete Vereinigung, die deutschen angestellten und freischaffenden Zeichnern und Autoren ein Forum zum Austausch von Meinungen und Informationen gibt. So soll deren berufliche Situation verbessert werden.

## Entstehung
Ende der 1970er-Jahre wuchs das Interesse westdeutscher Comic-Zeichner und Szenaristen an wechselseitigem Austausch. Aus diesem Grund veröffentlichten Eddy Brons und Achim Schnurrer eine Kleinanzeige in der Comicfachzeitschrift Comixene, in der sie Comiczeichner, -autoren, -übersetzer und -redakteure zu einem gemeinsamen Treffen im Anschluss an die Comicbörse in Köln einluden.
Auf der folgenden Mitgliederversammlung am 21. und 22. März 1981 in Erlangen wurde beschlossen, eine Satzung auszuarbeiten. Damit wurde der ICOM offiziell gegründet, seine ersten Vorstandsmitglieder waren Achim Schnurrer, Gerd Zimmer und Ruth Brons.
Weitere Treffen fanden dann in Erlangen statt (bis 1990, danach an wechselnden Ort), bei denen sich die späteren Eckpfeiler des ICOM herauskristallisierten: eine engere Vernetzung der Zeichner, Autoren und Übersetzer sowie die Imageverbesserung des Mediums Comic in Deutschland. Die Erlanger Treffen wurden nach und nach durch Vorträge und Ausstellungen ergänzt, um auch die Öffentlichkeit mit einzubeziehen, das Treffen im Dezember 1983 unter dem Titel 3. Erlanger Comic-Salon.
Der ICOM war Initiator und von 1984 bis 1990 Mitveranstalter des Internationalen Comic-Salons in Erlangen (zusammen mit dem Kulturamt der Stadt Erlangen).
Von 1989 bis 1995 gab der ICOM ein Comicfachmagazin heraus (von 1989 bis Januar 1993 unter dem Titel ICOM INFO, 1993 als COMIC INFO, dann als COMIC!). Ein internes Mitteilungsblatt erscheint seit 1981 (erst als ICOM INFO, dann als ICOM INFO INTERN, seit 1994 als ICOMINTERN).

## Situation heute
Der ICOM verleiht seit 1994 jährlich den ICOM Independent Comic Preis, um Zeichner, die in Verlagen jenseits der großen Medienriesen publizieren, zu fördern.
Um kleineren Comicverlagen und Fanzines die Möglichkeit zu eröffnen, ihre Titel bundesweit zu vertreiben, wurde der „ICOM Independent Comic Shop“ initiiert, geführt von wechselnden Fachhändlern, zurzeit Manfred Ilsemann ("Phantastische Zeiten").
Seit 2000 erscheint in jährlichen Abständen das COMIC!-Jahrbuch, in dem von verschiedenen Autoren die deutschsprachige Comicszene beleuchtet wurde. Zudem wurde in internationalen Marktberichten über Entwicklungen in anderen Ländern berichtet. 2013 wurde die Reihe mit dem Münchner PENG!-Preis ausgezeichnet.
Neben dem COMIC! Jahrbuch bringt der ICOM auch den ICOM-Ratgeber Honorare Verträge Urheberrecht heraus, um weniger erfahrenen Künstlern zu helfen (1995 und 2002, initiiert und zusammengestellt von Christof Ruoss, 2019 in einer deutlich erweiterten Fassung – siehe unten). 2012 veröffentlichte der ICOM den Ratgeber „Der Comic im Kopf – Kreatives Erzählen in der Neunten Kunst“ von Frank Plein und Markus Hockenbrink (Illustrationen).
2011 beteiligte sich der ICOM am Gratis Comic Tag mit dem Heft Comics für alle!. 2017 veröffentlichte er das Gratisheft Comiczeichner im Dialog, zu dem 27 Künstler, darunter 11 Teams aus Manga- und Comiczeichnern Beiträge beisteuerten, 2018 folgte das 48-seitige Piccoloheft Die vergessenen Fälle des Sherlock Holmes. 2019 erschien nach langer Vorbereitungszeit die von 64 auf 200 Seiten erweiterte Neuausgabe des ICOM-Ratgebers Honorare Verträge Urheberrecht von Christof Ruoss, Frank Pfeifer und Rechtsanwalt Martin Boden.
Im November 2024 übernahm der ICOM die 2007 gegründete Plattform toonsUp.com von dem eingetragenen Verein toonsUp e. V., der sich Ende des Jahres auflöste.
Derzeit besteht der Vorstand aus Burkhard Ihme, Peter Krüger und Frank Pfeifer.